# Mehala

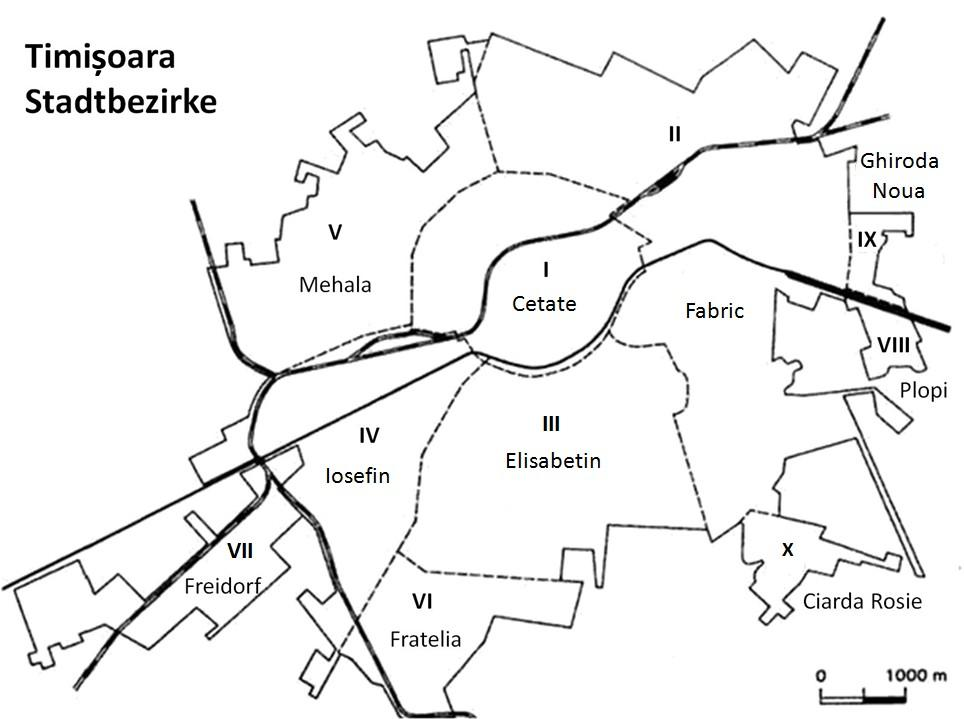
Stadtbezirke von Temeswar

Die Mehala (rumänisch Mehala, ungarisch Mehála) ist seit ihrer 1910 erfolgten Eingemeindung der V. Stadtbezirk im Nordwesten der westrumänischen Stadt Timișoara.

## Geographie
Koordinaten: 45° 46′ N, 21° 12′ O
Der Stadtbezirk hat eine Fläche von 204,68 ha. Hierzu gehören die Quartiere Zona Bucovinei, Zona Circumvalațiunii, Ronaț, Zona Blașcovici, Zona Matei Basarab und Zona Mircea cel Bătrân.

Die Einwohnerzahl entwickelte sich wie folgt:
- 1850: 3.375
- 1870: 4.621
- 1890: 4.965
- 1910: 8.792
- 1956: 14.083[3]

→ siehe auch: Timișoara • Kreis Timiș • Banat

## Geschichte

### Osmanische Okkupation
Die Mehala ist einer der ältesten Vororte der Stadt und entstand im Westteil der nördlichen Vorstadt Große Palanka, allerdings ist das genaue Alter des Stadtbezirks nicht bekannt. Bereits unter der Herrschaft des Osmanischen Reiches von 1552 bis 1716 wurde das Gebiet Mehala genannt, wobei das türkische Wort Mahale so viel bedeutet wie Randbezirk oder Vorort. Mahale wiederum ist von der orientalischen Machalla abgeleitet. Andere Quellen bezeichnen die Mehala bis 1744 als unbewohnt.
Nach der Vertreibung der Osmanen wurde die Festung Temeswar von 1716 bis 1719 erweitert und durch eine bis zu fünf Meter hohe und mehrere Meter breite Festungsmauer geschützt. Die Festungstore wurden mit Einbruch der Dunkelheit geschlossen. Vom Westen kommend führte der Weg in die Festung über die Mehala. Reisende, die den Torschluss verpassten, mussten in den Vororten übernachten und das Tageslicht abwarten. So entstanden in der Mehala allmählich die ersten Herbergen, Stallungen und Wirtschaften. Diese entwickelten sich langsam zu einer Konkurrenz für die etablierten Wirtschaften innerhalb der Stadtmauern.
Die Festung war in der ersten Hälfte des 18. Jahrhunderts vom verästelten Flusslauf der Kleinen Temesch (Bega) umgeben. Die Moräste und Sümpfe an der West-, Süd- und Ostflanke der Festung bildeten einen natürlichen Schutz. Das langsam fließende Wasser und die häufigen Überschwemmungen führten dazu, dass Fische nach dem Absinken des Wasserspiegels auf dem Festland zurückblieben. Die so verendeten Fische begannen dann zu faulen. Der von den Sümpfen kommende Geruch war berüchtigt. Die anliegenden Wiesen und Wälder der Mehala waren in geringerem Maße von den Sümpfen belastet, dort befand sich auch die Sommerresidenz der osmanischen Paschas namens Paschabrunnen. Brunnen des Paschas oder veraltet Baschabrun geschrieben. Das Sommerhaus soll durch unterirdische Gänge mit der Festung verbunden gewesen sein. In der Umgebung der Residenz befanden sich Stallungen und verschiedene Lager.

### Habsburgermonarchie

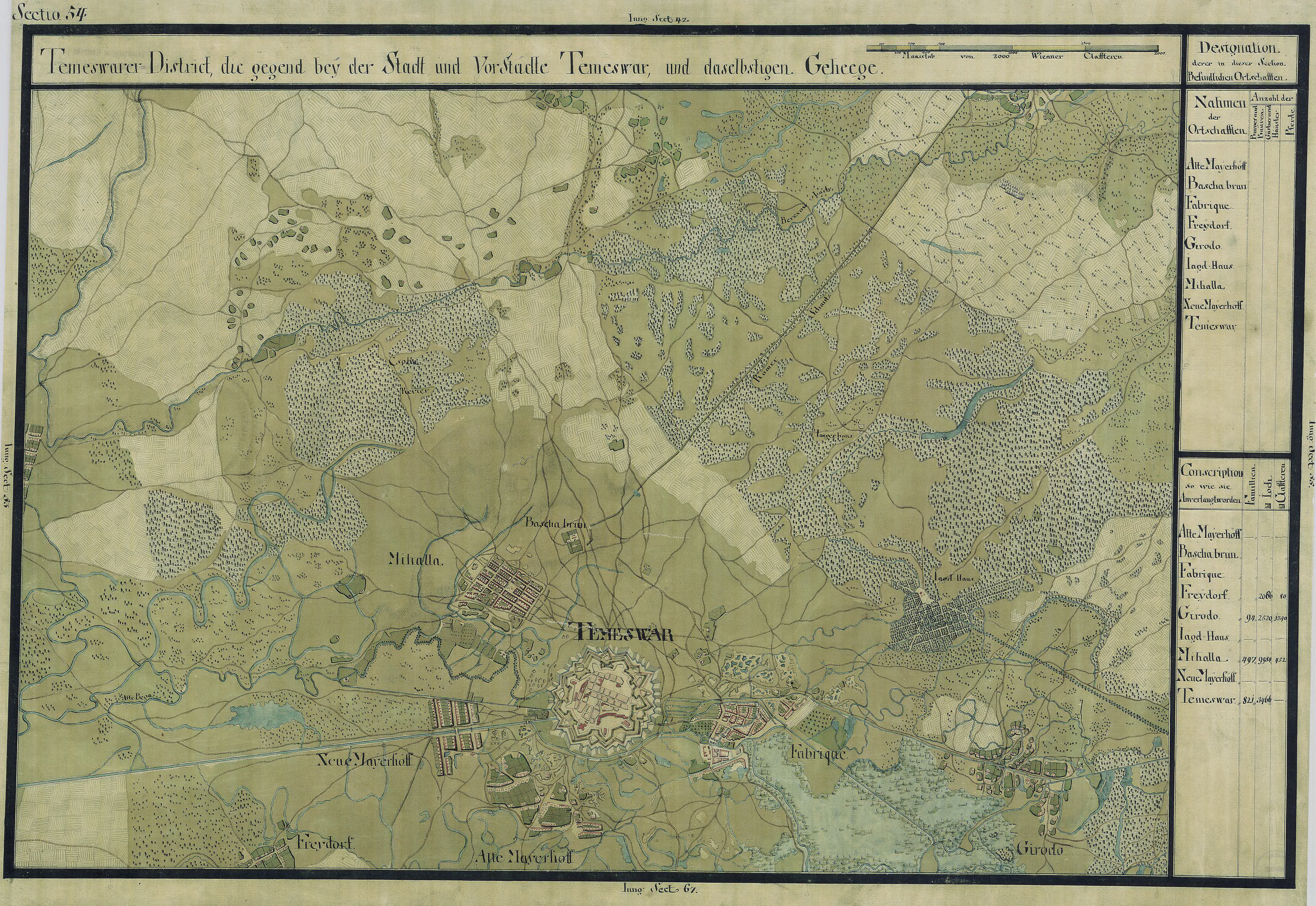
Mehala, Josephinische Landesaufnahme 1769–72

Im Herbst des Jahres 1716 standen in der heutigen Mehala die Zelte der Kaiserlichen Truppen unter der Führung von Prinz Eugen von Savoyen. Nach der Einnahme der Stadt wurde die Residenz umgebaut und in Präsidentengarten umbenannt, jedoch brannte sie 1849 bis auf die Grundmauern ab und wurde nicht wieder errichtet. Die Ruinen waren noch lange an der Torontaler Landstraße (Calea Torontalului) zu sehen. Die später angesiedelten Bauern fanden noch viele Jahre Münzen und Waffen auf den Feldern der Mehala.
Die ersten Ansiedler der Mehala waren Walachen und Serben, die man gemeinsam als Raizen bezeichnete. Bei der Errichtung der neuen Temeswarer Festung musste die meist aus Hütten bestehende Große Palanka abgerissen werden. Den orthodoxen Raizen war es damals nicht erlaubt, sich in der Festung niederzulassen. Für sie wurde in der Nähe der osmanischen Mahale die neue Siedlung Neu-Warosch (auch Nowaja Warosch) angelegt. Die neue Ortschaft war eine selbstständige Gemeinde, die aber unter dem Patronatsrecht Temeswars stand und die von dessen raizischen Magistrat (Stadthaus) verwaltet wurde.
Bereits 1716 wurde die Mehala der Stadt Temeswar zugeordnet und erhielt die Bezeichnung Neustadt. Um 1770 herum hieß sie Mihalla. Die ersten Ansiedler der Mehala waren Walachen und Serben, die man gemeinsam als Raizen bezeichnete. Die meist aus Hütten bestehende Große Palanka musste bei der Errichtung der neuen Festung abgerissen werden. Den orthodoxen Raizen war es damals nicht erlaubt sich in der Festung niederzulassen. In der Nähe der alten osmanischen Mahale wurde für sie die neue Siedlung Neu-Warosch (Nowaja Warosch) angelegt; eine selbstständige Gemeinde, die aber unter dem Patronatsrecht Temeswars stand und die von dem raizischen Magistrat (auch Stadthaus) verwaltet wurde. Die ersten Deutschen ließen sich im Jahre 1786 in Neu-Warosch nieder. Ab 1800 stieg die Zahl der Deutschen stetig durch Zuwanderungen aus den benachbarten Gemeinden von hauptsächlich Handwerkern und Bauern auf der Suche nach Ackerboden.
1781 wurde sie als Stadtbezirk wieder ausgegliedert und als eigenständiger Ort unter dem Namen Mehala der Administration des Komitats Temes unterstellt. In der Folge gab es langwierige gerichtliche Auseinandersetzungen um die Zugehörigkeit von Grund und Boden.
1848 endete das Patronatsrecht Temeswars über Neu-Warosch, die 1850 zu einer selbstständigen Gemeinde mit eigener Verwaltung erhoben wurde. Die Ortschaft wurde schon 1830 vom ungarischen Parlament in Bratislava (deutsch Pressburg) zur Versteigerung freigegeben. 1876 wurde Neu-Warosch zur Großgemeinde erhoben. Für den Ort konnte bis 1900 keinen Käufer gefunden werden, so wurde er den Arbeiterkolonien Ronaț, Anheuer und Blașcovici angeschlossen. Die so gewachsene Großgemeinde mit nun circa 9000 Einwohnern wurde per Beschluss des Stadtrates vom 29. März 1909 zum 1. Januar 1910 als V. Stadtbezirk eingemeindet. Nach der Eingemeindung hieß sie – analog zum gleichnamigen Budapester Stadtteil – einige Jahre lang Ferencváros (Franzstadt) beziehungsweise Ferenckülváros (Franzvorstadt). In der Zwischenkriegszeit wurde der Stadtteil vorübergehend auf den Namen Principe Mihai (deutsch Prinz Michael) umgetauft. Namensgebend war der damalige rumänische Kronprinz und spätere König Michael I.
1923 wurde die Mehala schließlich an das Netz der Straßenbahn Timișoara angeschlossen, seither verbindet die Linie 4 den Piața Avram Iancu mit dem zentralen Piața Libertății in der Inneren Stadt.

### Nachkriegszeit
Zwischen der alten Stadtgrenze von Temeswar, der heutigen Cetate, und der Mehala bestand bis 1964 ein unbebauter Landstrich und grüner Gürtel. Danach wurde hier unter anderem eine Milchfabrik und diverse Plattenbauten südlich der Strada Gheorghe Lazăr errichtet, und es entstand das neue Wohnquartier Circumvalațiunii. Ein als natürlicher Regenwasserspeicher dienender Teich, die Balta Verde, wurde im Winter zum Eislaufen genutzt, dann aber aufgefüllt und bebaut, ebenso wie eine nördlich gelegene Wiese, ein ehemaliger militärischer Übungsplatz. Viele alte Häuser fielen den expandierenden Neubauvierteln bis zum Ende der 1980er-Jahre zum Opfer.
1968 ergänzte man die Straßenbahn um ein zweites elektrisches Verkehrsmittel, den Oberleitungsbus Timișoara (firobuz). Die neue Obus-Linie 13 verkehrte ab 1968 zunächst bis zum Bulevardul Cetății, ab 1970 dann parallel zur Straßenbahn bis zum Piața Avram Iancu und schließlich ab 1978 zur Strada Grigore Alexandrescu am westlichen Stadtrand. Am 21. Juni 2006 stellte man sie jedoch auf konventionellen Omnibusbetrieb um.
→ siehe auch: Geschichte Timișoaras

## Kirchen
Am Piața Avram Iancu liegen drei Kirchen:
- Auferstehungskirche (Mehala), (rumänisch Biserica Înălțarea Domnului), rumänisch-orthodox
- Marienkirche (Mehala) (rumänisch Biserica Parohială „Sfântul Nume al Sfintei Fecioare Maria“), römisch-katholisch
- Nicolaikirche (Mehala), (rumänisch Biserica Sfântul Nicolae), serbisch-orthodox

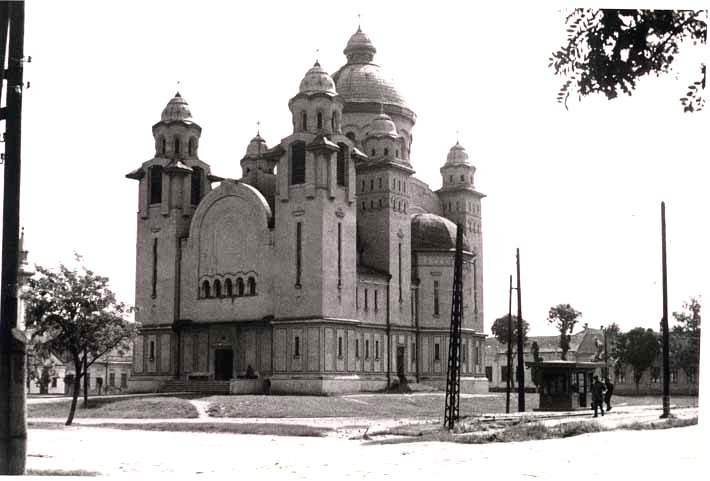
Rumänisch-orthodoxe Auferstehungskirche, 1964
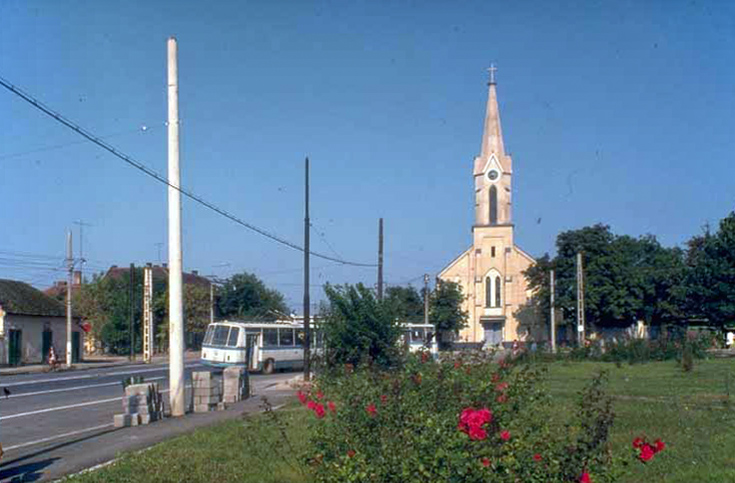
Römisch-katholische Marienkirche, 1976
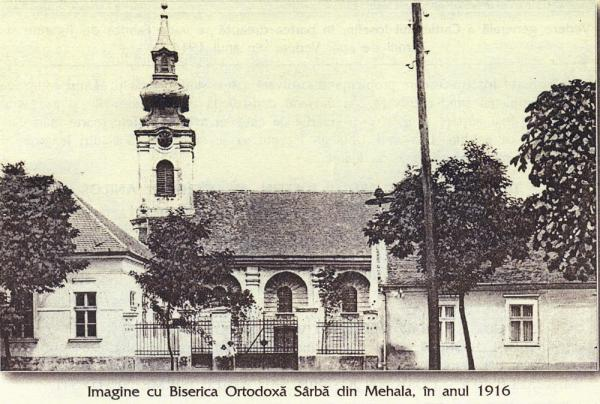
Serbisch-orthodoxe Nicolaikirche, 1916

## Schulen
Es entstanden:
- 1765 – die walachische bzw. rumänische Schule[11]
- 1780 oder 1794 – die deutsche Schule[11][10]
- 1780 oder 1793 – die serbische Schule[11][10]